# Kovács Pál (vívó)
Kovács Pál Ádám (Debrecen, 1912. július 17. – Budapest, 1995. július 8.) hatszoros olimpiai bajnok vívó, sportvezető, honvédtiszt,  Kovács Attila és Kovács Tamás világbajnok vívók apja.

## Sportolói pályafutása
1929-től a BBTE (Budapesti Budai Torna Egylet), 1931-től a Ludovika Akadémia SE, 1935-től a Honvéd Tiszti Vívó Klub), 1945-től a Ganz Vasas, majd 1954-től a Budapesti Vasas vívója volt. 1933-tól kezdődően huszonhét éven keresztül szerepelt a magyar válogatottban. Kard- és párbajtőrvívásban is versenyzett, de kardvívásban vált világhírűvé. Borsody László tanítványa volt, aki Italo Santelli vívóiskolájától eltérő, akkor újnak számító vívóstílust oktatott. E stílus első jelentős képviselője a Los Angeles-i olimpián két aranyérmet nyert Piller György volt.
Kovács Pál 1936-tól kezdődően öt nyári olimpián vett részt és összesen hat arany és egy bronzérmet nyert. Ezzel máig ő az olimpiák történetének egyik legeredményesebb kardvívója, rajta kívül máig csak Gerevich Aladár és Kárpáti Rudolf szerzett ebben a fegyvernemben legalább hat olimpiai aranyérmet. Bajnoki címei közül ötöt nyert csapatban és egyet egyéniben.
Pályafutása alatt az Európa-bajnokságokon, illetve az 1937-től kiírt világbajnokságokon összesen tizenkét érmet – köztük egy Európa-bajnoki és kilenc világbajnoki aranyérmet – nyert. Egyéniben is eredményes volt, egy világbajnoki címe mellett kétszer szorult – 1951-ben Gerevich Aladár, 1954-ben Kárpáti Rudolf mögött – a második helyre. Az aktív sportolástól negyvennyolc évesen, az 1960. évi római olimpia után vonult vissza.

### Sporteredményei

#### Kardvívásban

##### Nyári olimpiákon
- hatszoros olimpiai bajnok:
  - 1936, Berlin: csapat (Berczelly Tibor, Gerevich Aladár, Kabos Endre, Rajcsányi László, Rajczy Imre)
  - 1948, London: csapat (Berczelly Tibor, Gerevich Aladár, Kárpáti Rudolf, Papp Bertalan, Rajcsányi László)
  - 1952, Helsinki:
    - egyéni
    - csapat (Berczelly Tibor, Gerevich Aladár, Kárpáti Rudolf, Papp Bertalan, Rajcsányi László)

  - 1956, Melbourne: csapat (Gerevich Aladár, Hámori Jenő, Kárpáti Rudolf, Keresztes Attila, Magay Dániel)
  - 1960, Róma: csapat (Delneky Gábor, Gerevich Aladár, Horváth Zoltán, Kárpáti Rudolf, Mendelényi Tamás)
- olimpiai 3. helyezett:
  - 1948, London: egyéni

##### Világbajnokságokon
- kilencszeres világbajnok:
  - 1937, Párizs:
    - egyéni
    - csapat (Berczelly Tibor, Gerevich Aladár, Maszlay Lajos, Rajcsányi László, Rajczy Imre)

  - 1951, Stockholm: csapat (Berczelly Tibor, Gerevich Aladár, Palócz Endre, Pesthy Károly, Rajcsányi László)
  - 1953, Brüsszel:
    - egyéni
    - csapat (Berczelly Tibor, Gerevich Aladár, Kárpáti Rudolf, Papp Bertalan, Rajcsányi László)

  - 1954, Luxemburg: csapat (Berczelly Tibor, Gerevich Aladár, Kárpáti Rudolf, Magay Dániel, Papp Bertalan)
  - 1955, Róma: csapat (Gerevich Aladár, Hámori Jenő, Kárpáti Rudolf, Keresztes Attila, Palócz Endre)
  - 1957, Párizs: csapat (Gerevich Aladár, Horváth Zoltán, Kárpáti Rudolf, Mendelényi Tamás, Szerencsés József)
  - 1958, Philadelphia: csapat (Gerevich Aladár, Horváth Zoltán, Kárpáti Rudolf, Mendelényi Tamás)
- kétszeres világbajnoki 2. helyezett:
  - 1951, Stockholm: egyéni
  - 1954, Luxemburg: egyéni
- világbajnoki 6. helyezett:
  - 1957, Párizs: egyéni

##### Európa-bajnokságokon
- Európa-bajnok:
  - 1933, Budapest: csapat (Gerevich Aladár, Kabos Endre, Maszlay Lajos, Piller György, Zirczy Antal)
- Európa-bajnoki 5. helyezett:
  - 1933, Budapest: egyéni

##### Főiskolai világbajnokságokon
- főiskolai világbajnoki 2. helyezett:
  - 1933, Torino: csapat (Bay Béla, Berczelly Tibor, Palócz Endre, Radványi-Rasztovich Imre)

##### Magyar bajnokságokon
- tizenhatszoros magyar bajnok:
  - egyéni: 1935, 1940, 1942, 1954, 1958, 1959, 1960
  - csapat: 1937, 1939, 1941, 1943, 1944, 1952, 1956, 1958, 1960

#### Tőrvívásban
- főiskolai világbajnoki 3. helyezett:
  - 1933, Torino: csapat (Bay Béla, Dunay Pál, Meszlényi Egon, Palócz Endre, Radványi-Rasztovich Imre)

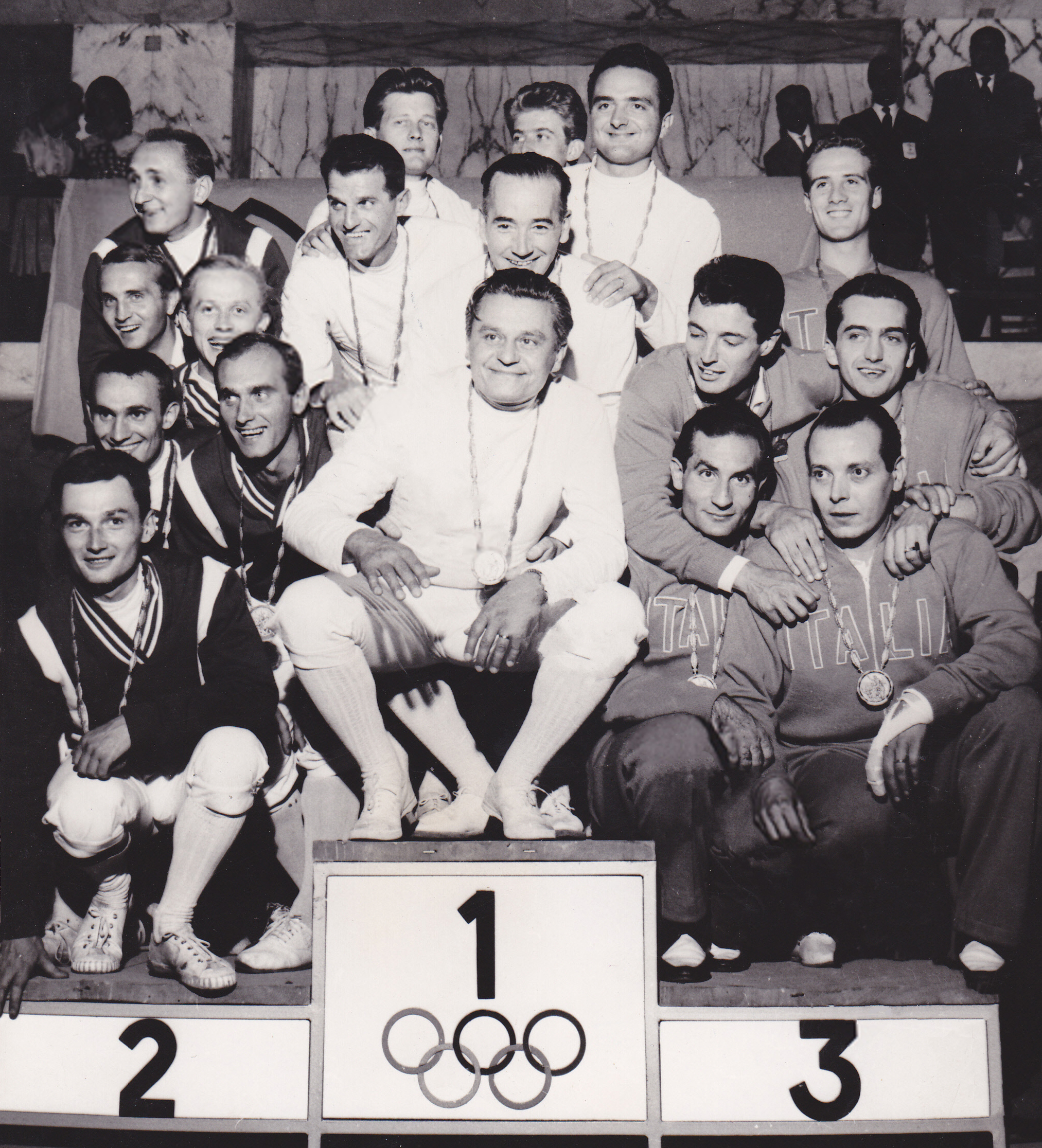
Felül középen a dobogón
az 1960-as római olimpián

## Katonai és sportvezetői pályafutása

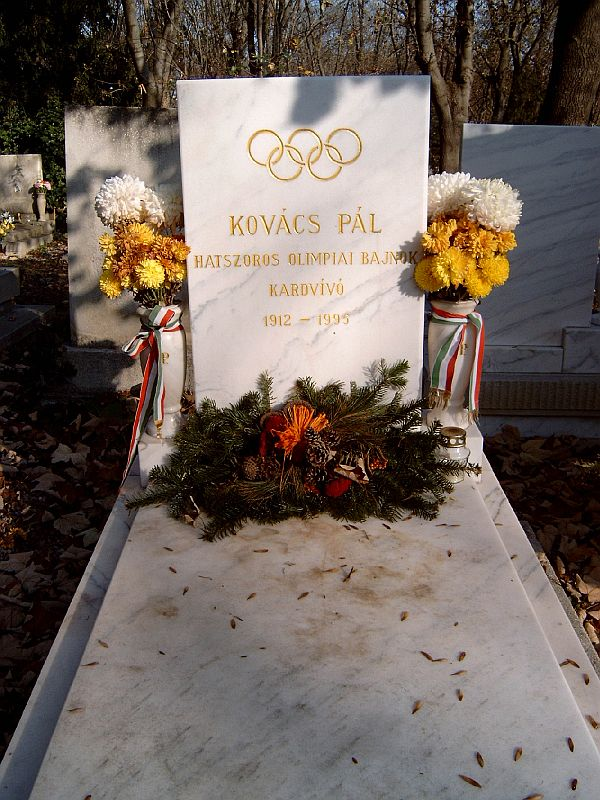
Kovács Pál sírja Budapesten (Farkasréti temető: 8/2-1-73.)

Felsőfokú tanulmányait 1930-ban a Budapesti Közgazdaságtudományi Egyetemen kezdte, majd 1931-ben a Ludovika Akadémia mérnök tiszti hallgatója lett. 1935-ben honvéd hadnaggyá avatták. A második világháború végén két évet hadifogságban töltött, majd hazatérése után leszerelt, és a Ganz-Mávag tervezőmérnöke lett. Röviddel halála előtt nyugalmazott dandártábornoki kinevezést kapott.
Visszavonulása után a Magyar Vívószövetség alelnöke, 1963-tól 1968-ig elnöke lett. 1958-ban és 1960-ban a Magyar Testnevelési és Sport Tanács (MTST) tagjának nevezték ki. 1963 júniusáig a kard válogatott fegyvernemi felelőse volt. Ezt követően kinevezték szövetségi kapitánynak. 1963 decemberétől a Magyar Testnevelési és Sportszövetség országos tanácsának tagja lett. 1968-tól a Magyar Olimpiai Bizottság tagja, egyúttal a Nemzetközi Vívószövetség (FIE) Végrehajtó Bizottságának tagja és a Kard Szakbizottság elnöke volt. 1980-tól 1988-ig a FIE alelnöke, 1988-tól örökös tiszteletbeli tagja.

## Emlékezete
- Kovács Pál-emlékverseny
- Kovács Pál Gimnázium
- Kovács Pál-díj (2002)
- A Vasas SC a Pasaréti vívócsarnokát Kovács Pálról nevezték el. (2011)[7]
- Kovács Pál gimnázium
- Kovács Pál tanterem a Csanádi Árpád általános iskolában

## Díjai, elismerései
- Magyar Népköztársasági Sportérdemérem arany fokozat (1951)[8]
- Szocialista Munkáért Érdemérem (1953)[9]
- A Magyar Népköztársaság Érdemes Sportolója (1954)[10]
- Francia sportérdemérem ezüst fokozat (1976)
- NOB Olimpiai Érdemrend ezüst fokozat (1984)
- Halhatatlanok Klubjának tagja (1991)
- Magyar Olimpiai Érdemrend (1994)
- A köztársasági elnök posztumusz aranyérme (1996)
- A Nemzetközi Vívó Szövetség hírességek csarnokának tagja (2014)[11]